# Lago Suwa
El lago Suwa (諏訪湖 Suwa-ko?) es una laguna en la cordillera Kiso, la más grande la prefectura de Nagano, en la zona central de Japón. Con un perímetro de 16 km es el  24.º mayor lago del país. Es la fuente del río Tenryū, de 213 km de largo, y baña los municipios de Suwa, Okaya y Shimosuwa. Se trata de un destino popular gracias al fenómeno llamado omiwatari, que causa un «camino» de hielo resquebrajado en la superficie de sus aguas congeladas.

## Omiwatari

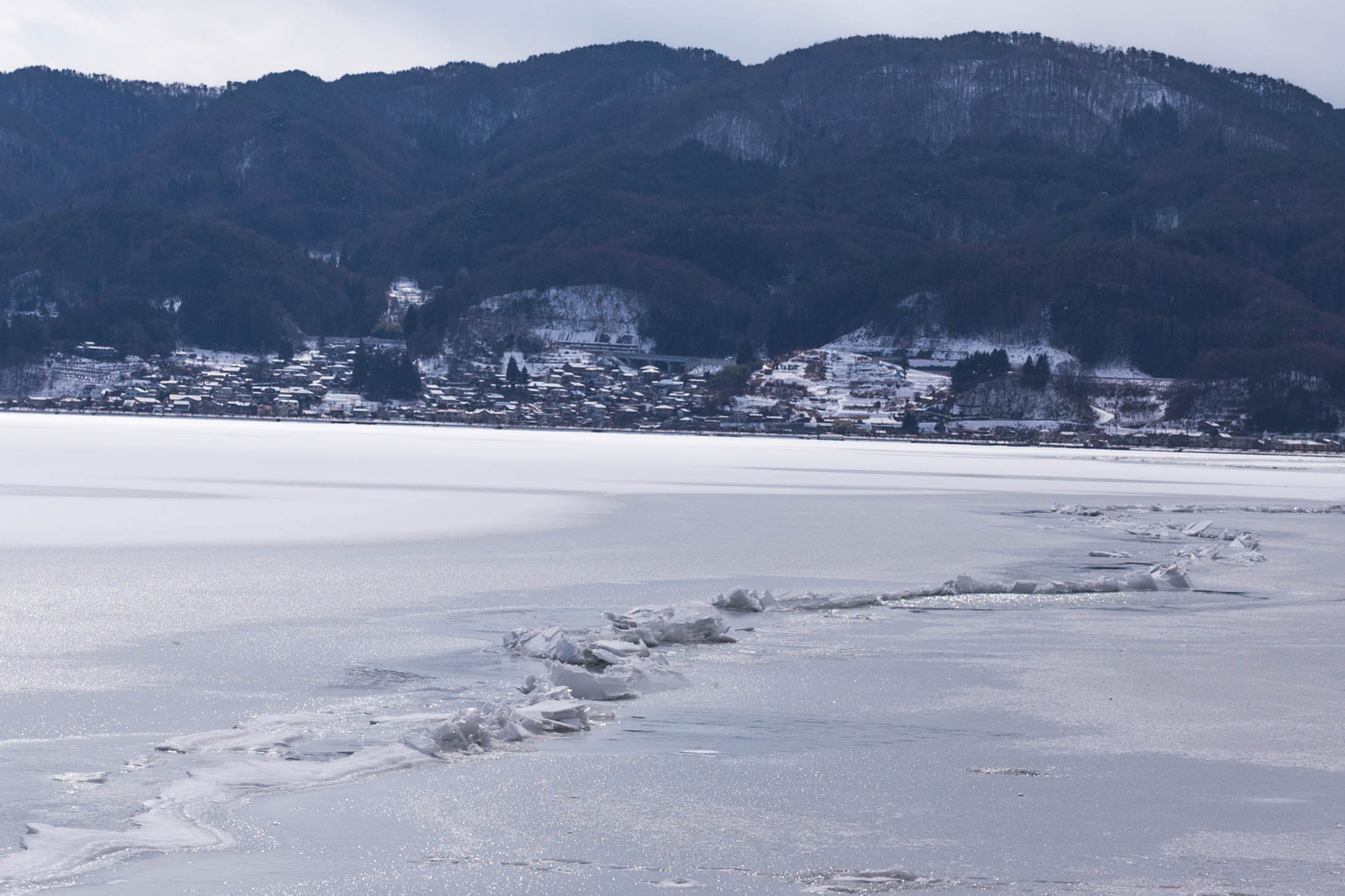
Omiwatari en 2018.

El lago Suwa da lugar al fenómeno natural conocido como el «cruce de Dios» (御神渡り o-miwatari?): grandes grietas que se forman en invierno en la superficie del lago congelado. Un gradiente térmico vertical da como resultado la formación de crestas de hielo debido a la presión en la capa superior, que alcanzan alturas de 30 cm o más.
La tradición sintoísta local sostiene que estos vértices los provocan los dioses, que cruzan el lago cuando viajan entre los diversos edificios del gran santuario de Suwa. El folklore afirma que es la deidad guardiana de Suwa, Takeminakata-no-kami, que sale de su templo para encontrarse con su esposa, la diosa Yasakatome, que se une a la orilla opuesta caminando sobre agua helada. La toma de información acerca de este fenómeno es el registro climático observado por humanos más antiguo que se conoce. Este ha sido utilizado por científicos para estudiar el impacto de las manchas solares, el desarrollo humano y las emisiones antropogénicas de dióxido de carbono en la formación de hielo lacustre.

## Estado y conservación

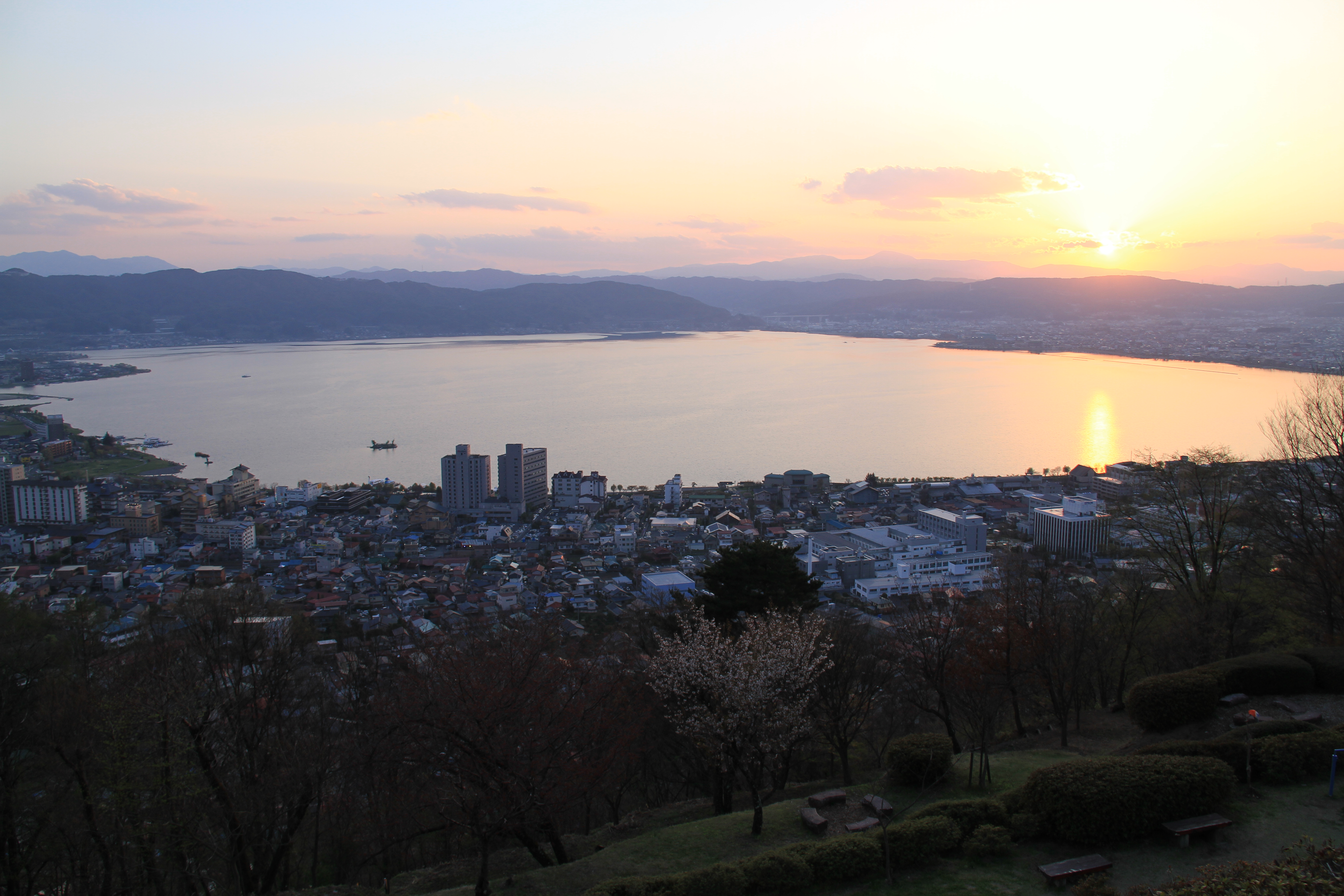
El lago Suwa, con la ciudad de Suwa en su orilla

El lago tiene una fuente termal natural debajo de su superficie. El desarrollo recreativo de la zona en la década de 1950 resultó en una mayor intensidad de este géiser submarino. Desde 1945, se considera que se logra una cubierta de hielo completa cuando toda la capa exterior está congelada, excepto la abertura que causa el géiser.
Como laguna poco profunda, Suwa es muy sensible a la variación climática. Estudios modernos han demostrado que los años sin hielo en la superficie se correlacionan con niveles crecientes de CO2 atmosférico. La investigación sobre la ruptura del hielo en Suwa y en la desembocadura del río Torne en Finlandia sugiere que el cambio climático está impulsando los cambios en la capa helada estacional. Como resultado, se espera que el lago Suwa permanezca libre de hielo durante casi la totalidad de los inviernos del siglo XXI.

## En la cultura popular

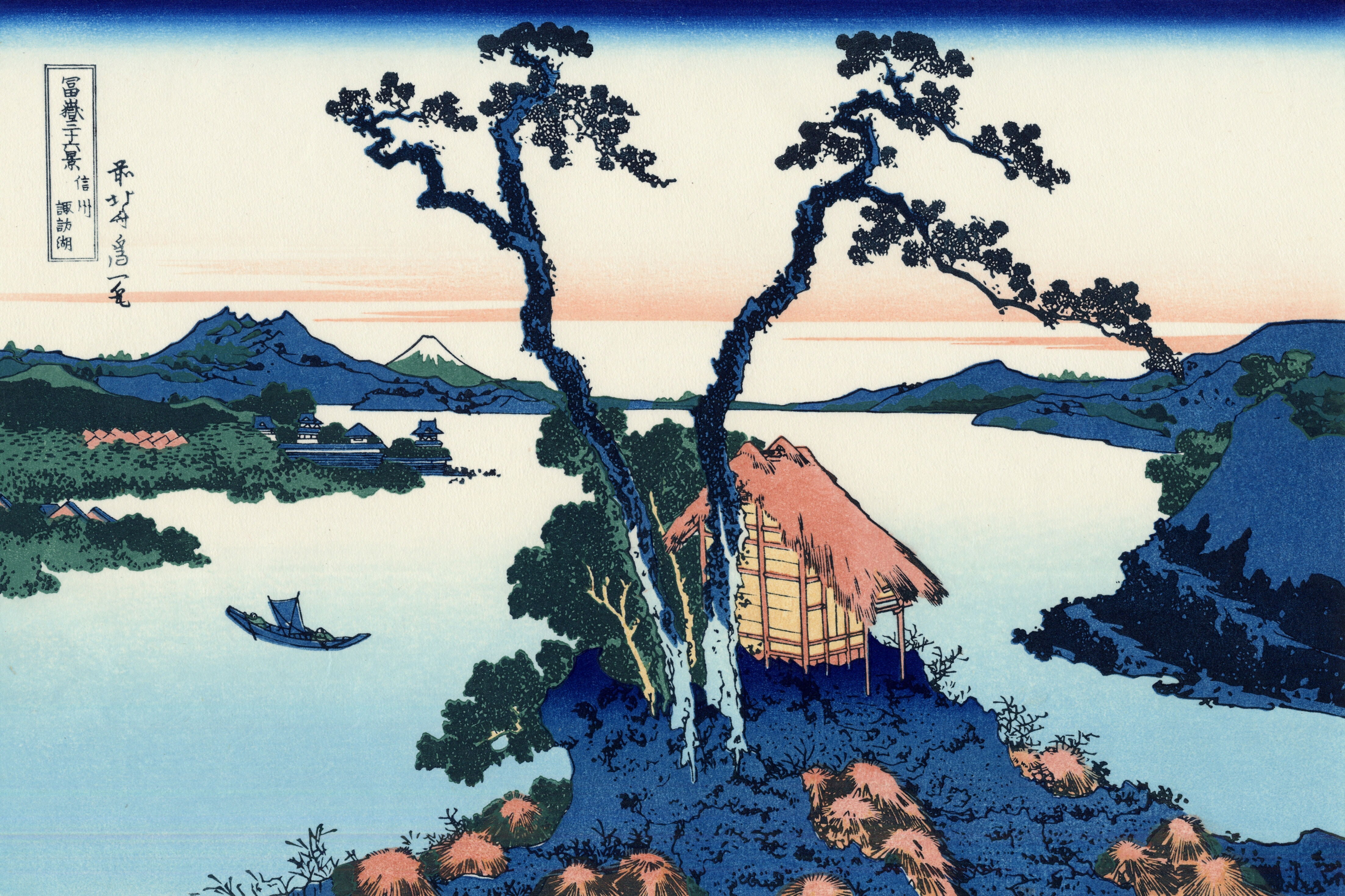
Una vista del monte Fuji tras el lago Suwa (1830-1832), ukiyo-e obra de Katsushika Hokusai.

El lago aparece retratado en la estampa japonesa Una vista del monte Fuji tras el lago Suwa, parte de las célebres Treinta y seis vistas del monte Fuji del artista Katsushika Hokusai. En ella, la laguna domina la mayor parte del espacio, y se puede apreciar al castillo Takashima, que solía estar adyacente a su orilla, lo que indica que su superficie se redujo con el paso del tiempo. En Autobiografía de una geisha, la autora Sayo Masuda fue vendida por su familia a una okiya (casa de geishas) en Suwa a la edad de 12 años. Allí intenta ahogarse en el lago, pero duda porque cree que un dragón (posiblemente relacionado con el omiwatari) lo habita.